# Evandale
 (mai 2018).
Si vous disposez d'ouvrages ou d'articles de référence ou si vous connaissez des sites web de qualité traitant du thème abordé ici, merci de compléter l'article en donnant les références utiles à sa vérifiabilité et en les liant à la section « Notes et références ».
Pour l’article homonyme, voir Evandale Terrace.
Evandale est une localité canadienne du Nouveau-Brunswick. Elle est située sur la rive occidentale du fleuve Saint-Jean le long de la route 102.